# Avia B-34
Die Avia B-34 war ein tschechoslowakisches Jagdflugzeug der 1930er-Jahre. Sie wurde zwar nur in einer kleinen Stückzahl gebaut, war jedoch der Vorläufer der in größerer Serie produzierten B-534.

## Entwicklung
Die Entwicklungsarbeiten begannen zu Beginn der 1930er-Jahre, also zu der Zeit, als Avia mit Škoda fusionierte und in größere Produktionshallen in Prag-Čakovice umzog. Der neue Chefkonstrukteur des Unternehmens, František Novotný, wollte ein Jagdflugzeug für den Hispano-Suiza-12-Nbr-Motor konstruieren, dessen Lizenzproduktion unter der Bezeichnung Avia Vr-36 gerade anlief. Er orientierte sich dabei an den Entwürfen seiner Vorgänger, dem Entwicklungsteam Pavel Beneš und Miroslav Hajn. So wies das Modell auch starke Ähnlichkeit mit den Avia-Konstruktionen der 1920er-Jahre auf. Die B-34 war ein aus einem Stahlrohrgerüst bestehender und mit Stoff bespannter Doppeldecker mit starrem Fahrwerk und auffälligem Kühler unter dem Motor. Im Rumpf befanden sich zwei Kraftstoffbehälter zu je 135 Liter, ein weiterer für 50 Liter im Mittelteil des Oberflügels.
Am 2. Februar 1932 startete Avia-Cheftestpilot Vačlav Koci zum Erstflug. Er verlief zur Zufriedenheit, trotzdem nahm man kleinere Änderungen vor. Der Kühler wurde ein Stück nach hinten versetzt und mit senkrechten Jalousien versehen.
Die Abnahme des Flugzeuges durch das Verteidigungsministerium zog sich bis ins Jahr 1934 hin, erst dann wurde eine kleine Serie von zwölf B-34 bestellt und ausgeliefert. František Novótny entschloss sich, das Flugzeug grundlegend zu überarbeiten und entwickelte es zur B-534 weiter.

## Militärische Nutzung
Deutsches Reich
 Slowakei
 Tschechoslowakei

## Technische Daten
| Kenngröße             | Daten                                         |
| --------------------- | --------------------------------------------- |
| Konzeption            | Einmotoriges Jagdflugzeug                     |
| Hersteller            | Avia Akciová Společnost Pro Průmysl Letecký   |
| Konstrukteur          | Frantisek Novótny                             |
| Besatzung             | 1                                             |
| Spannweite            | 9,40 m                                        |
| Länge                 | 7,25 m                                        |
| Flügelfläche          | 23,9 m²                                       |
| Flächenbelastung      | 72 kg/m²                                      |
| Leermasse             | 1305 kg                                       |
| Startmasse            | 1730 kg                                       |
| Antrieb               | flüssigkeitsgekühlter 12-Zylinder-V-Motor     |
| Typ                   | ein Avia Vr-36; 478 kW (650 PS) Startleistung |
| Höchstgeschwindigkeit | 315 km/h                                      |
| Reisegeschwindigkeit  | 280 km/h                                      |
| Steiggeschwindigkeit  | 12,0 m/s                                      |
| Gipfelhöhe            | praktisch 7000 m                              |
| Reichweite            | 600 km                                        |